# 멜로빈
멜로빈(Mélovin, 본명: 콘스탼틴 미콜라요비치 보차로우(Костянти́н Микола́йович Бочаро́в), 1997년 4월 11일 ~ )은 우크라이나의 가수이다. 유로비전 송 콘테스트 2018에서 우크라이나 대표로 참가했다.